# Sailly-en-Ostrevent
Sailly-en-Ostrevent – miejscowość i gmina we Francji, w regionie Hauts-de-France, w departamencie Pas-de-Calais.
Według danych na rok 1990 gminę zamieszkiwało 649 osób, a gęstość zaludnienia wynosiła 87 osób/km² (wśród 1549 gmin regionu Nord-Pas-de-Calais Sailly-en-Ostrevent plasuje się na 694. miejscu pod względem liczby ludności, natomiast pod względem powierzchni na miejscu 488.).